# LibriVox
LibriVox è una biblioteca digitale in linea, con libri in formato audio (audiolibri), nel pubblico dominio e gratuiti. I lettori che incidono la loro lettura a voce alta, creando così l'audiolibro, sono tutti volontari, provenienti da varie parti del mondo. Fu fondata nel 2005 da Hugh McGuire per fornire "la liberazione acustica di tutti i libri nel pubblico dominio". Ad agosto 2016 aveva 9.954 audiolibri disponibili per l'ascolto e lo scaricamento. Circa l'87% della collezione di incisioni è in lingua inglese, anche se LibriVox produce anche audiolibri in 36 lingue. Esiste pure una biblioteca in italiano con 102 testi (agosto 2016), alla quale ognuno è libero di contribuire per espanderla. Ci sono molti progetti affiliati che stanno fornendo nuovi contenuti; in particolare, LibriVox è strettamente affiliato al Progetto Gutenberg e all'Internet Archive che ospita le loro collezioni.
L'obiettivo di LibriVox è di "Rendere tutti i libri nel pubblico dominio disponibili, gratuitamente, in formato audio su Internet.

## Storia
(Hugh McGuire)

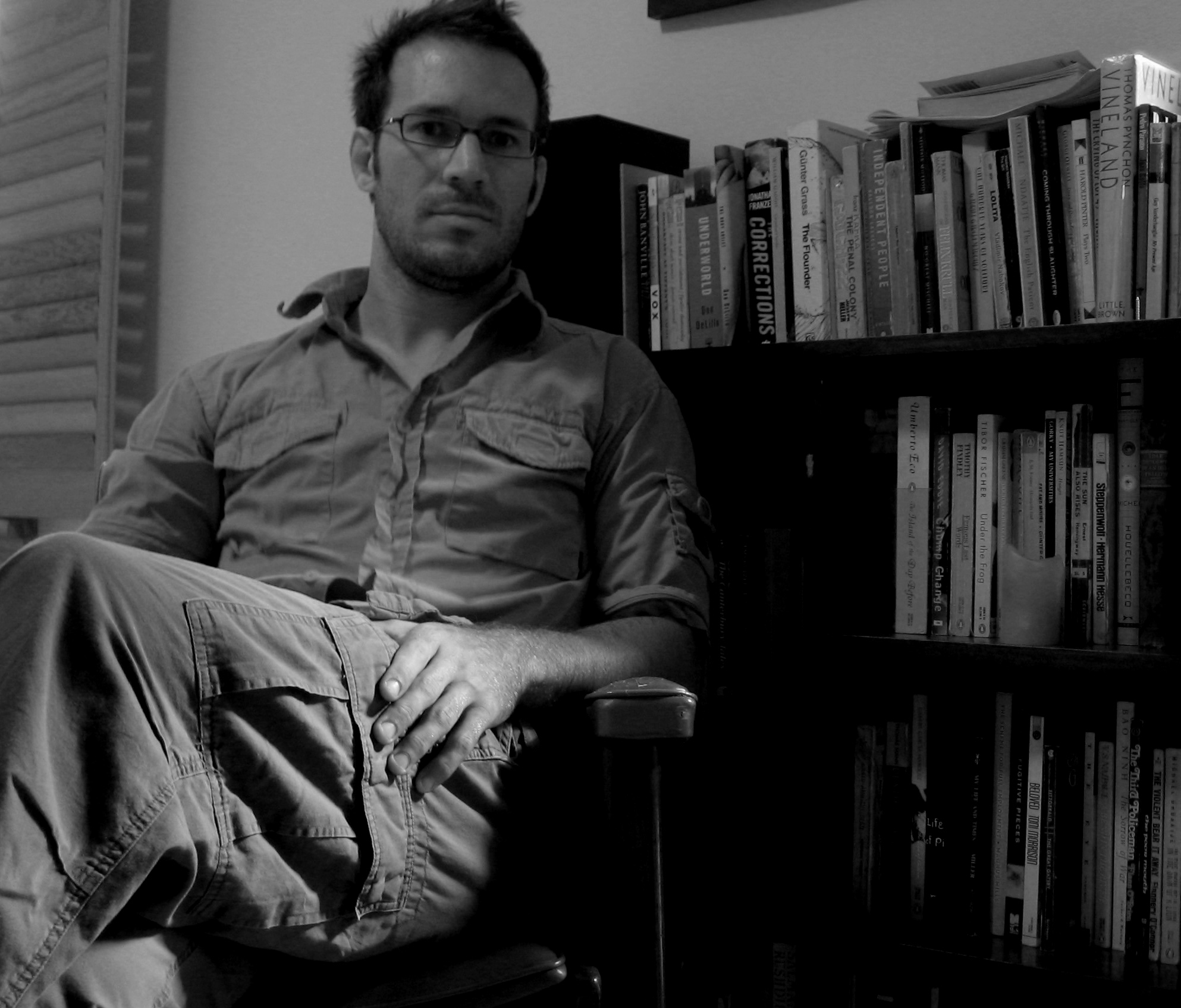
Hugh McGuire, fondatore di LibriVox

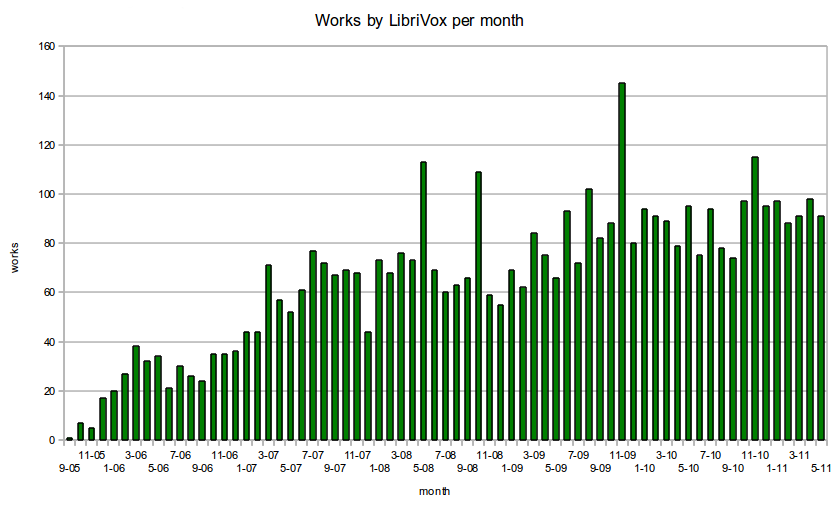
Opere di LibriVox per mese

LibriVox fu iniziata nell'agosto 2005 da Hugh McGuire, uno scrittore residente a Montréal, aveva fondato un blog e posto la domanda. Il primo libro registrato fu L'agente segreto di Joseph Conrad.
Le caratteristiche principali del funzionamento di LibriVox sono cambiate poco dal suo inizio, anche se la tecnologia che la supporta è stata migliorata dagli sforzi dei suoi volontari dotati di capacità per lo sviluppo sul web.
LibriVox è una parola inventata derivata dal latino e può essere interpretata letteralmente come "voce del libro". Il nome fu coniato anche a causa di altre assonanze (per quanto non basate su una grammatica corretta), dato che liber in latino significa anche "bambino" e "libero, indipendente, senza vincoli". Come dice il forum di LibriVox: "Ci piace pensare che LibriVox potrebbe essere interpretato come 'bambino della voce' e 'voce libera'. Infine, l'altro legame che ci piace è 'libreria', così che potreste immaginare che significhi 'Libreria della Voce'."

## Processo di produzione
LibriVox è diretto, gestito e prodotto da volontari, in un sito web a contenuto libero (pubblico dominio), operato con software a sorgente aperta (open source). LibriVox non ha fondi propri né lo statuto di persona giuridica. La gestione del progetto è svolta semplicemente in un forum di Internet, curato da un semplice gruppo di amministratori, che curano anche il catalogo delle opere già completate.
I nuovi volontari possono scegliere un progetto nuovo o già iniziato da altri, farlo tutto da soli o solo una parte e invitare altri a collaborare. Una volta che la o il voluntaria/o ha registrato il suo contributo, questo è caricato sul sito e successivamente verificata da altri membri della comunità LibriVox, prima della sua pubblicazione finale.
I libri terminati sono disponibili sul sito di LibriVox in formato MP3 e Ogg Vorbis, e memorizzati fisicamente nell'Internet Archive, che offre il suo spazio gratuitamente a LibriVox. Ci sono registrazioni disponibili anche in altri sistemi, come iTunes. Le registrazioni sono libere da diritti d'autore e di copia, e frequentemente sono anche ridistribuite indipendentemente da LibriVox in altri siti e mezzi su Internet (compreso YouTube, ecc..).

## Contenuto
LibriVox registra solo materiale che è nel pubblico dominio negli Stati Uniti d'America e tutti gli audiolibri di LibriVox riportano tale indicazione. A causa delle restrizioni sull diritto d'autore, LibriVox produce registrazioni solo di un numero limitato di libri contemporanei. Tra questi vi è, ad esempio, il 9/11 Commission Report (ossia il rapporto finale della Commissione d'inchiesta sugli attacchi terroristici dell'11 settembre).
Il catologo di LibriVox è vario. Contiene molta narrativa popolare classica, ma include anche testi meno prevedibili, come Critica della ragion pura di Immanuel Kant e una registrazione delle prime 500 cifre di pi greco. La raccolta comprende anche poesia, drammi, testi religiosi (per esempio, le versioni inglesi del Corano e libri con varie traduzioni della Bibbia e saggistica di vario tipo. Ad agosto 2016, il catalogo conteneva approssimativamente il 55 per cento di narrativa e teatro, il 25 per cento di saggistica e il 20 per cento di poesia (calcolato in base al numero di registrazioni). All'inizio di agosto 2016 l'opera più scaricata era una registrazione collaborativa del 2007 di The Adventures of Sherlock Holmes, scaricata un totale di 2.986.990 volte. La registrazione solista più scaricata era Moby Dick letta da Stewart Wills, che era stata scaricata 2.833.201 volte.
La scheda di ogni audiolibro include un collegamento al testo scritto, il che lo rende anche un ottimo strumento per l'apprendimento delle lingue.

## Reputazione
LibriVox ha ottenuto un interesse significativo, in particolare da coloro che sono interessati alla promozione di contenuto guidato e ad approcci alternativi alla proprietà dei diritti d'autore su Internet.
LibriVox ha ricevuto l'appoggio dell'Internet Archive e del Progetto Gutenberg. Mike Linksvayer, vicepresidente di Creative Commons, la descrisse come ”forse il più interessante progetto culturale collaborativo, insieme a Wikipedia».
Il progetto è stato anche mostrato davanti alla stampa di tutto il mondo ed è stato raccomandato dal programma della BBC Click, da The Today Show della MSNBC, dalle riviste Reason, Wired, dalla statunitense PC Magazine e dalle britanniche Metro e Sunday Times.
LibriVox è uno dei più grandi produttori e diffusori di audiolibri nel mondo per il numero delle sue pubblicazioni, per lo status di classici della maggior delle sue produzioni, per il livello delle lingue delle sue produzioni, per il numero di visite e per la sua gratuità, con una storia ormai di 11 anni (compiuti nell'agosto 2016).

## Critiche
Nei forum di discussione di LibriVox si possono trovare alcuni commenti talvolta negativi, legati alla politica di LibriVox di pubblicare qualsiasi lavoro che sia sostanzialmente comprensibile e fedele all'opera. In questo modo infatti possono apparire audio di bassa qualità e con rumori di fondo, accenti non nativi o altre imperfezioni, in confronto agli audiolibri registrati in modo professionale. Mentre alcuni ascoltatori possono obiettare al fatto che certi libri abbiano capitoli letti da più lettori, altri ritengono che questo sia un non problema o addirittura una qualità.

## Esempi
- Romanzi — Don Chisciotte di Miguel de Cervantes,  Lazarillo de Tormes di Anonimo
- Dramma: L'Odissea di Omero, l'Eneide di Virgilio
- racconti e novelle: le Favole di Esopo, racconti di fate, romanzi brevi di Pedro Antonio de Alarcón, romanzi brevi di Julia de Asensi,
- Poesia — Simplemente Darío di Rubén Darío
- La Storia di Erodoto, i distinti episodi nazionali di Benito Perez Galdós,
- Narrativa in inglese: The adventures of Sherlock Holmes, Moby Dick, Dracula, The Count of Montecristo, Pride and Prejudice, ecc.
- Saggistica in inglese — The art of War, l'autobiografia di Benjamin Franklin, il Report of the 9/11 Commission, Capital, Volume 1 di Karl Marx
- Portoghese — Cinco Minutos di José de Alencar
- Italiano — La Divina Commedia di Dante Alighieri
- Francese — La femme de trente ans di Honoré de Balzac
- Chnede — Lun Yu (Dialoghi) di Confucio
- Finlandese — Rautatie di Juhani Aho
- Greco antico;— Odissea di Omero